# Circonscription électorale d'Ibiza-Formentera
Ne doit pas être confondu avec Circonscription autonomique d'Ibiza ou Circonscription autonomique de Formentera.
La circonscription électorale d'Ibiza-Formentera est l'une des circonscriptions électorales insulaires espagnoles utilisées comme divisions électorales pour les élections générales espagnoles.
Elle correspond géographiquement aux îles de Formentera et d'Ibiza.

## Historique
Elle est instaurée en 1977 par la loi pour la réforme politique puis confirmée avec la promulgation de la Constitution espagnole qui précise à l'article 69 alinéa 3 que chaque île constitue une circonscription électorale.

## Sénat

### Synthèse
|             |       | 1977 | 1979 | 1982 | 1986 | 1989 | 1993 | 1996 | 2000 | 2004 | 2008 | 2011 | 2015 | 2016 | 04/19 | 11/19 | 2023 |
| ----------- | ----- | ---- | ---- | ---- | ---- | ---- | ---- | ---- | ---- | ---- | ---- | ---- | ---- | ---- | ----- | ----- | ---- |
| AP & alliés |       | 1    | 1    | 1    | 1    |      |      |      |      |      |      |      |      |      |       |       |      |
| PSOE        |       |      |      |      |      |      |      | 1    |      |      | 1    |      |      |      | 1     | 1     |      |
| PP          |       |      |      |      |      | 1    | 1    |      | 1    | 1    |      | 1    | 1    | 1    |       |       |      |
| PSOE/Sumar  |       |      |      |      |      |      |      |      |      |      |      |      |      |      |       |       | 1    |
|             |       |      |      |      |      |      |      |      |      |      |      |      |      |      |       |       |      |
| Total       | Total | 1    | 1    | 1    | 1    | 1    | 1    | 1    | 1    | 1    | 1    | 1    | 1    | 1    | 1     | 1     | 1    |

### 1977
| Parti | Parti | Sénateurs    |
| ----- | ----- | ------------ |
| AP    |       | Abel Matutes |

### 1979
| Parti | Parti | Sénateurs    |
| ----- | ----- | ------------ |
| AP    |       | Abel Matutes |

### 1982
| Parti  | Parti | Sénateurs              |
| ------ | ----- | ---------------------- |
| AP-PDP |       | Enrique Ramón Fajarnés |

### 1986
| Parti | Parti | Sénateurs           |
| ----- | ----- | ------------------- |
| CP    |       | Alonso María Calbet |

### 1989
| Parti | Parti | Sénateurs           |
| ----- | ----- | ------------------- |
| PP    |       | Alonso María Calbet |

### 1993
| Parti | Parti | Sénateurs         |
| ----- | ----- | ----------------- |
| PP    |       | Juan José Cardona |

### 1996
| Parti | Parti | Sénateurs         |
| ----- | ----- | ----------------- |
| PSOE  |       | Pilar Costa Serra |

- Pilar Costa est remplacée en 1999 par Isidoro Torres Carmona.

### 2000
| Parti | Parti | Sénateurs              |
| ----- | ----- | ---------------------- |
| PP    |       | Enrique Fajarnés Ribas |

### 2004
| Parti | Parti | Sénateurs         |
| ----- | ----- | ----------------- |
| PP    |       | Antonio Marí Marí |

### 2008
| Parti | Parti | Sénateurs           |
| ----- | ----- | ------------------- |
| PSOE  |       | Pedro Torres Torres |

- Pedro Torres est remplacé en 2011 par Margalida Font Aguiló.

### 2011
| Parti | Parti | Sénateurs        |
| ----- | ----- | ---------------- |
| PP    |       | José Sala Torres |

### 2015
| Parti | Parti | Sénateurs            |
| ----- | ----- | -------------------- |
| PP    |       | Santiago Marí Torres |

### 2016
| Parti | Parti | Sénateurs            |
| ----- | ----- | -------------------- |
| PP    |       | Santiago Marí Torres |

### Avril 2019
| Parti | Parti | Sénateurs                |
| ----- | ----- | ------------------------ |
| PSOE  |       | Patricia Abascal Jiménez |

### Novembre 2019
| Parti | Parti | Sénateurs                |
| ----- | ----- | ------------------------ |
| PSOE  |       | Patricia Abascal Jiménez |

- Patricia Abascal (PSOE) est remplacée en février 2023 par Rafael Ramírez Gutiérrez.

### 2023
| Parti      | Parti | Sénateurs              |
| ---------- | ----- | ---------------------- |
| PSOE/Sumar |       | Juanjo Ferrer Martínez |